# Кравчук, Владимир Иванович (Герой Социалистического Труда)
Владимир Иванович Кравчук (23 августа 1932 — 3 июля 2016) — передовик советского сельскохозяйственного производства, Герой Социалистического Труда (1981).

## Биография
Родился в с. Дербинское (ныне п. Тымовское) Сахалинской области.
Окончил курсы трактористов (1949) и училище № 1 в с. Новоалександровск (1952). В 1952—1955 годах служил в армии.
С 1956 года работал трактористом в совхозе Южно-Сахалинский (с 1968 совхоз «Комсомолец»).
Звеньевой картофелеводческого звена, получал урожаи, на 30 % превышавшие среднерайонные.
С 1997 на пенсии, жил в г. Южно-Сахалинске.

## Награды
Награждён орденами Ленина (дважды) и Трудового Красного Знамени. 13 марта 1981 года присвоено почётное звание Героя Социалистического Труда «за выдающиеся успехи, достигнутые в выполнении заданий десятой пятилетки и социалистических обязательств по увеличению производства и продажи государству продуктов земледелия и животноводства».
Почётный гражданин Сахалинской области.